# Archibald MacLeish
Archibald MacLeish (ur. 7 maja 1892 w Glencoe, zm. 20 kwietnia 1982 w Bostonie) – amerykański poeta i dramaturg, 9. dyrektor Biblioteki Kongresu Stanów Zjednoczonych w Waszyngtonie. 

## Życiorys
Tworzył lirykę moralistyczną i społeczną bliską rooseveltowskim ideom tzw. nowego ładu (m.in. tom Collected Poems 1917-1952 z 1952 roku), poematy (w tym epicki Conquistador z 1932 roku) oraz dramaty radiowe i sceniczne (Panic z 1935; Hiob z 1958). Był też autorem wspomnień A Continuing Journey (1968). Polski wybór jego dzieł został wydany w zbiorze Współczesny dramat amerykański (t.3, 1967). Trzykrotnie był laureatem Nagrody Pulitzera najpierw w dziedzinie poezji (za tomiki Conquistador (1933) i Collected Poems 1917–1952) i w dziedzinie dramatu (za sztukę J.B., 1959).